# 神白温泉
神白温泉（かじろおんせん）は、福島県いわき市にある温泉。

## 概要
周囲を山に囲まれた小名浜の奥座敷に、一軒宿の「国元屋」が存在する。日帰り入浴も当施設で可能。宿の名物はキンキの唐揚げである。
浴室は、男女別の内湯のみ。
開湯は、明治14年頃。国元屋初代が酒屋を経営していた頃、ある夜の夢で、不動明王から「神白川を渡った先に湧水がある、それをお湯にして浸かりなさい。」とお告げを受けた。
その後、近くの盤城国造神社の参拝者に飲泉を提供した。それが評判となり、明治16年に旅館として開業。

## 泉質
- ナトリウム　- 塩化物・硫酸塩・炭酸水素塩冷鉱泉
- 泉温　12.4℃
- 前述の通り、飲泉も可能。また、源泉温度が低いため、加温している。

## アクセス
JR常磐線泉駅から車で20分。
常磐自動車道いわき湯本ICから、小名浜方面に車で20分。